# 陳脩 (孫呉)
陳 脩（ちん しゅう）は、中国後漢末期から三国時代の呉にかけての武将。『三国志』呉書に伝のある陳武の子。本貫は揚州廬江郡松滋県。

## 生涯
父の陳武の風格を有していた。19歳の時に孫権に召し寄せられ、別部司馬を拝命し、兵士五百人を授けられた。
当時の新兵には離反する者が多かったが、陳脩は良く彼らの心を掴み、一人の逃亡者も出さなかった。孫権からこれを評価され、校尉の官を拝命した。
建安の末年、孫権は功臣たちを改めて評価し、陳脩は（父の陳武の功績により）都亭侯に封じられた。解煩督となった後、黄龍元年（229年）に死去した。
異母弟の陳表は偏将軍の官に昇った。陳表及びその子の陳敖が死去すると、陳脩の子の陳延が司馬となって跡を継いだ。その弟の陳永は将軍となり、侯に封じられた。